# Абу Хатим Йусуф ибн Абуль-Йакзан
Абу Хатим Йусуф ибн Абуль-Йакзан (араб. أبو حاتم يوسف بن أبي اليقزا‎; ум. 906) — шестой имам ибадитов Магриба из династии Рустамидов в 894—906 годах.

## Биография
Был сыном имама Мухаммада Абуль-Йакзана, наследовал своему отцу в 894 году. В период его правления в государстве началась смута и он был изгнан из Тахарта со своими сторонниками. Он нашёл приют у берберских племён, где собрав войска он осадил Тахарт. 
В 897 году имамом был провозглашён его дядя Йакуб ибн Афлах, у которого было много сторонников. Однако Абу Хатим переманил на свою сторонников дяди, который не сумел воспользоваться своей властью. После взятия города в 901 году, его дядя бежал в Зувару, где в союзе с берберскими племенами продолжил междоусобную войну. Война продолжалась несколько лет и завершилась победой союзников Абу Хатима, но в 906 году Абу Хатим Йусуф был убит.